# Kehuan shijie
Kehuan shijie (科幻世界S, Kēhuàn shìjièP, lett. "Il mondo della fantascienza") è una rivista  cinese di fantascienza con sede a Chengdu;
domina il mercato cinese delle riviste di fantascienza; ha rivendicato di aver venduto fino a 300.000 copie
, 
con una stima di tre/cinque lettori per copia (per un totale di un milione di persone) il che la rende la rivista di fantascienza più letta del mondo.
Ogni anno la rivista assegna il prestigioso Premio Yinhe per gli autori di fantascienza cinese.